# GK探偵事務所
GK探偵事務所（ジーケーたんていじむしょ）は、株式会社GKインベスティゲーションが運営し、全国に支部を持つ探偵社である。

## 会社概要
- 屋号 GK探偵事務所
- 商号 株式会社GKインベスティゲーション
- 英文社名 GK Investigation
- 本社所在地 150-0041 東京都渋谷区神南一丁目3-1 Barbizonビル3F
- 代表取締役 今井義仁
- 支部 渋谷 宇都宮 埼玉 立川 横浜 浜松 山口 九州 沖縄 USA